# 비올라 데이비스
바이올라 데이비스(Viola Davis, 영어 발음: /vaɪˈoʊlə/, 1965년 8월 11일 ~ )는 미국의 배우이다. 헬렌 헤이스와 리타 모레노에 이어 연기계 트리플 크라운으로 일컬어지는 아카데미상, 에미상, 토니상 수상과 EGOT을 모두 달성한 세 번째 배우가 되었다. 타임지는 2012년과 2017년에 데이비스를 세계에서 가장 영향력 있는 100인 중 하나로 선정하였다. 2017년 할리우드 명예의 거리에 영화 분야로 입성하였다. 2020년 뉴욕 타임스는 가장 위대한 21세기 배우 25인을 선정하면서 데이비스를 9위에 올렸다.
2019년 로레알 파리 홍보 대사가 되었다.

## 출연 작품

### 영화
- 표적 (1998)
- 트래픽 (2000)
- 오션스 일레븐 (2001)
- 케이트 앤 레오폴드 (2001)
- 파 프롬 헤븐 (2002)
- 앤트원 피셔 (2002)
- 솔라리스 (2002)
- 월드 트레이드 센터 (2006)
- 디스터비아 (2007) - 파커 형사 역
- 다우트 (2008)
- 나이트 인 로댄스 (2008)
- 스테이트 오브 플레이 (2009) - 주디스 프랭클린 역
- 모범시민 (2009)
- 나잇 & 데이 (2010)
- 먹고 기도하고 사랑하라 (2010)
- 헬프 (2011)
- 엄청나게 시끄럽고 믿을 수 없게 가까운 (2011)
- 뷰티풀 크리처스 (2013)
- 엔더스 게임 (2013) - 그웬 앤더슨 소령 역
- 프리즈너스 (2013)
- 라일라 & 이브 (2015, Lila & Eve)
- 수어사이드 스쿼드 (2016)
- 펜스 (2016)
- 위도우즈 (2018)
- 마 레이니, 그녀가 블루스 (2020) - 마 레이니 역
- 더 수어사이드 스쿼드 (2021) - 아만다 뮐러 역
- 언포기버블 (2021) - 리즈 잉그램 역
- 더 우먼 킹 (2022) - 나니스카 역
- 블랙 아담 (2022) - 아만다 뮐러 역
- 에어 (2023)
- 헝거 게임: 노래하는 새와 뱀의 발라드 (2023) - 볼럼니아 가울 박사 역
- 쿵푸팬더 4 (2024) - 카멜레온 역 (목소리)

### 텔레비전
- 범죄의 재구성 (2014-20) - 애널리즈 키팅 역
- 퍼스트 레이디 (2022) - 미셸 오바마 역
- 피스메이커 (2022) - 아만다 뮐러 역